# Rosalia coelestis
Rosalia coelestis là một loài bọ cánh cứng trong họ Cerambycidae.

## Hình ảnh

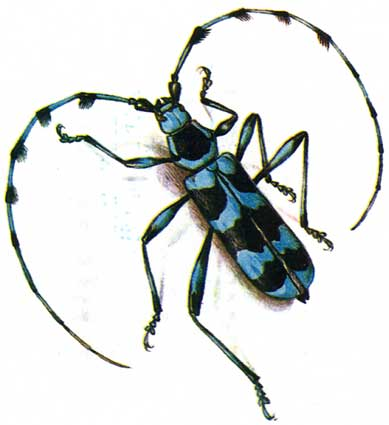
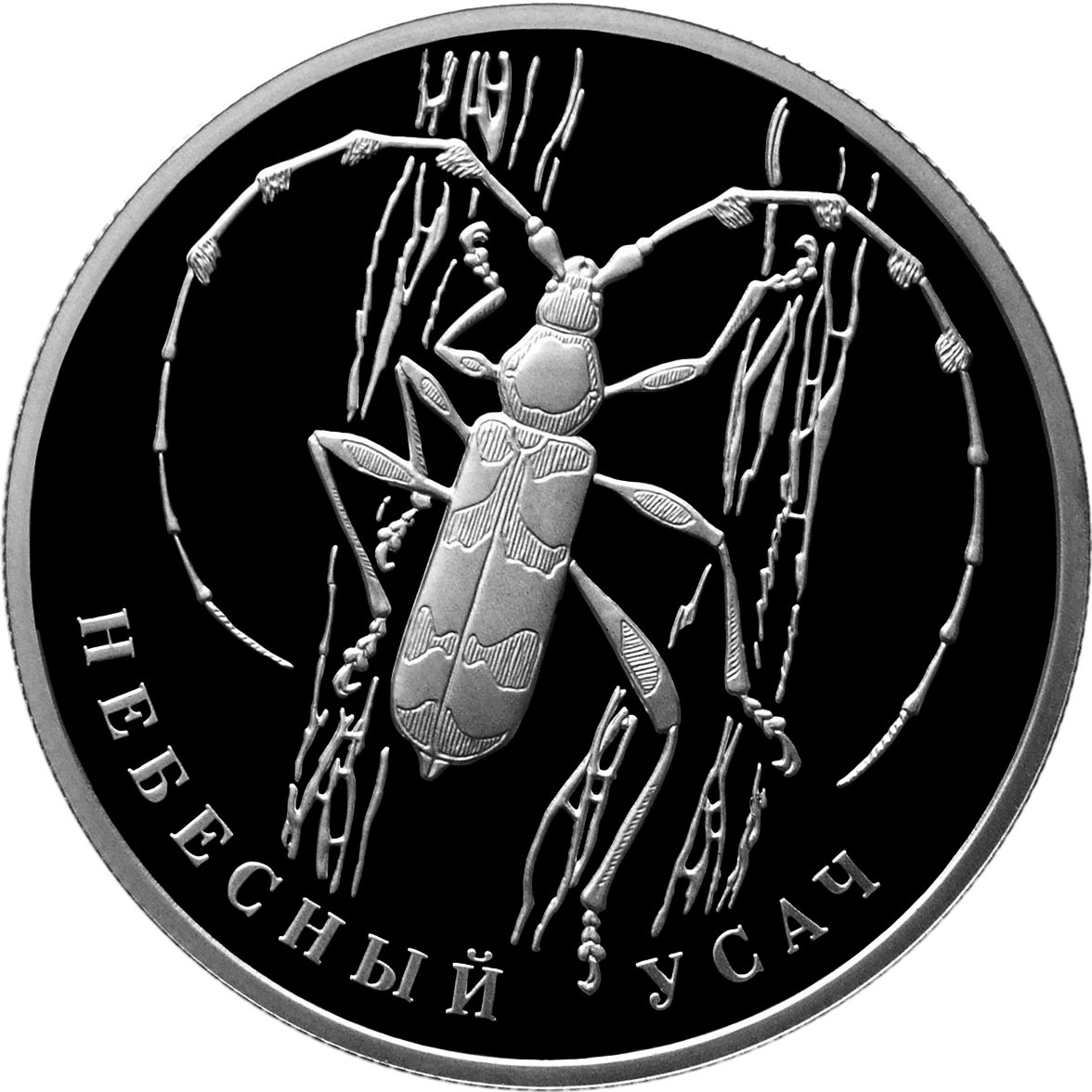